# Crambus erechtheus
Crambus erechtheus là một loài bướm đêm trong họ Crambidae.